# Piestopleura canariensis
Piestopleura canariensis är en stekelart som beskrevs av Peter Neerup Buhl 2005. Piestopleura canariensis ingår i släktet Piestopleura och familjen gallmyggesteklar. Inga underarter finns listade i Catalogue of Life.